# Contrast Trio
Das  Contrast Trio ist eine seit 2006 bestehende Band aus Frankfurt am Main aus dem Bereich Jazz/Elektro.

## Stil
Die Musik des Contrast Trios ist eine Mischung aus Jazz, Elektronik und soundtrackartiger Musik. Neben den klassischen Instrumenten Klavier, Bass, Schlagzeug benutzt das Contrast Trio Synthesizer, Effektpedale, Drummachines und Sampler. Dabei sind die Einflüsse aus elektronischer Musik, Hip-Hop und Techno nicht zu überhören. Der Pianist Yuriy Sych bringt zudem folkloristische Elemente aus seiner ukrainischen Heimat mit ein.
Durch die regelmäßige Arbeit am Schauspiel Frankfurt finden auch immer wieder soundscapehafte, atmosphärische Passagen, die zum Großteil aus gefundenen Klängen entstehen, den Weg in die Musik. Auf dem zweiten Album ging es der Gruppe „weniger um individuelle Virtuosität als um eine gemeinsam kreierte Klangästhetik.“ In der Zeitschrift Jazzthetik heißt es dazu: „Ein stetiger Groove trägt melodische Miniaturen kombiniert mit sehr subtilen, nie aufdringlichen elektronischen Effekten. Alles fließt, perlt in dieser Musik. Ein wunderbares Zusammenspiel, ein Miteinander von Virtuosen.“
Beim 46. Jazzfestival Frankfurt am Main im Oktober 2015 gehörte das Contrast Trio zu den Höhepunkten. Auf dem Hessischen Jazzpodium 2016 in Darmstadt wurde ihnen 2016 der Hessische Jazzpreis als „junge, energiegeladene und dennoch schon sehr erfahrene Jazzformation“ verliehen. „Die drei exzellent ausgebildeten Musiker mit sehr unterschiedlichen musikalischen Wurzeln verfügen über eine überbordende Virtuosität.“ 2018 wechselte für das Gründungsmitglied Martin Standke am Schlagzeug Jan Philipp ein.

## Preise und Auszeichnungen
- Arbeitsstipendium Jazz der Stadt Frankfurt am Main 2008[7]
- Hessischer Jazzpreis 2016[5]

## Diskografie
Alben
- 2009: Second Wave (flexaton)
- 2015: Zwei  (Whyempty Records)[1]
- 2018: Letila Zozulya (Bimba Records)